# Середньоводянська сільська рада
| Середньоводянська сільська рада — колишній орган місцевого самоврядування у Рахівському районі Закарпатської області з адміністративним центром у с. Середнє Водяне. Сільській раді підпорядковані населені пункти: - с. Середнє Водяне - с. Добрік |

## Склад ради
Рада складається з 26 депутатів та голови.

## Керівний склад сільської ради
| ПІБ                 | Основні відомості                                                                                          | Дата обрання | Дата звільнення |
| ------------------- | --- | ------------ | --------------- |
| Шіман Нуцу Іванович | Сільський голова, 1956 року народження, освіта, член Соціал-демократичної партії України (об'єднаної)      | 26.03.2006   | 31.10.2010      |
| Шіман Нуцу Іванович | Сільський голова, 1956 року народження, освіта вища, член Соціал-демократичної партії України (об'єднаної) | 31.10.2010   |                 |

Примітка: таблиця складена за даними джерела

## Населення
Згідно з переписом УРСР 1989 року чисельність наявного населення сільської ради становила 6058 осіб, з яких 2965 чоловіків та 3093 жінки.
За переписом населення України 2001 року в сільській раді мешкала 6781 особа.

### Мова
Розподіл населення за рідною мовою за даними перепису 2001 року:
| Мова       | Відсоток |
| ---------- | -------- |
| румунська  | 98,53 %  |
| українська | 0,82 %   |
| російська  | 0,16 %   |
| німецька   | 0,07 %   |
| польська   | 0,04 %   |
| молдовська | 0,03 %   |
| угорська   | 0,03 %   |
| інші       | 0,32 %   |